# Александру Шербенеску
Александру «Алеку» Шербенеску (нім. Alexandru «Alecu» Şerbănescu; 17 травня 1912, Олт — 18 серпня 1944, Бузеу) — румунський льотчик-ас, вважається одним з найбільш результативних пілотів-винищувачів за всю історію румунської авіації. Займає друге місце в списку румунських асів періоду Другої світової війни після Константіна Кантакузіно.
В ході Другої світової війни капітан Александру Шербенеску зробив 590 бойових вильотів і здобув 47 підтверджених і 8 ймовірних перемог.

## Біографія
У 1933 році закінчив піхотну офіцерську школу. Був направлений в 3-й гірський батальйон, розквартирований близько Брашова. У 1938 році йому було присвоєно звання сублокотенента. Попросився направити його в льотну школу.
У 1939 році закінчив школу льотчиків-спостерігачів і був направлений в авіашколу для підготовки вже в якості пілота. Влітку 1941 року після початку бойових дій на Східному фронті був переведений в винищувальну авіашколу, яку закінчив в кінці серпня 1942 року. 2 вересня здійснив свій перший бойовий виліт. З середини вересня група діяла з аеродрому Карпівка, в 36 км на захід від Сталінграда. 17 вересня Шербенеску здобув свою першу перемогу, збивши «Як», а 25 вересня він записав на свій рахунок другий радянський літак.
6 березня 1943 року Шербенеску було присвоєно звання капітана і доручено командування ескадрильєю Esc.57 Van. До 1 липня 1943 року, коли Gr.7 Van. була передана під командування 1-го румунського авіакорпусу, Шербенеску встиг здобути ще чотири перемоги, збивши два Ла-5 і два Як-7. Протягом 17-18 липня здобув шість перемог.
Протягом 16 серпня пілоти Gr.7 Van. здобули 22 підтверджених і п'ять ймовірних перемог. Румунський ас записав на свій рахунок ще дві перемоги, збивши два Іл-2. Ще один штурмовик був пошкоджений, але, що з ним потім стало, було невідомо, і тому він був віднесений до розряду ймовірних перемог. 20 серпня в ході чергового бою він отримав дотичне поранення в обличчя, але продовжував брати участь в бойових вильоти.
10 жовтня 1943 року на палаючому «Мессершмітті» зміг дотягнути до позицій румунської 4-й гірськопіхотної дивізії і здійснити вимушену посадку.
У травні 1944 року його група брала участь в боях в районі міста Ясси. 22 травня капітан Шербенеску довів загальне число своїх перемог до сорока, збивши два Р-39. З 6 червня 1944 року Gr.9 Van. почала брати участь в боях з літаками ВПС США, що з'являлися над Румунією, і 11 червня капітан Шербенеску збив В-17.
У боях за оборону Бухареста і Плоєшті 4 серпня 16 Messerschmitt Bf.109G-6 на чолі з капітаном Шербенеску атакували з'єднання американських літаків. В ході бою Шербенеску збив один North American P-51 Mustang, а капітан Кантакузіно — два Р-38. 11 серпня капітан Шербенеску збив два Р-51.
18 серпня 1944 року в ході бою з американськими Р-51 і Р-38, що прикривали бомбардувальники з 15-ї повітряної армії США, які атакували нафтопромисли Плоєшті, «Мессершмітт» Шербенеску був збитий. Він не дожив всього п'ять днів до 23 серпня 1944 року, коли в Бухаресті відбувся антифашистський переворот і Румунія підписала перемир'я з союзниками.
Похований з почестями на військовому кладовищі Генча в Бухаресті.

## Нагороди
- Пам'ятна медаль «Пелеш» (26 вересня 1933)
- Орден Заслуг королівського дому Румунії 4-го класу
- Орден «Доблесний авіатор»
  - Золотий хрест (6 червня 1943)
  - Лицарський хрест (16 лютого 1944)
  - Офіцерський хрест
- Залізний хрест (Третій Рейх)
  - 2-го класу (6 червня 1943)
  - 1-го класу (17 серпня 1943)
- Орден Михая Хороброго 3-го класу (30 серпня 1943)
- Орден Корони Румунії, офіцерський хрест (13 грудня 1944)
- Орден Зірки Румунії, офіцерський хрест (20 грудня 1944)